# Celismolen

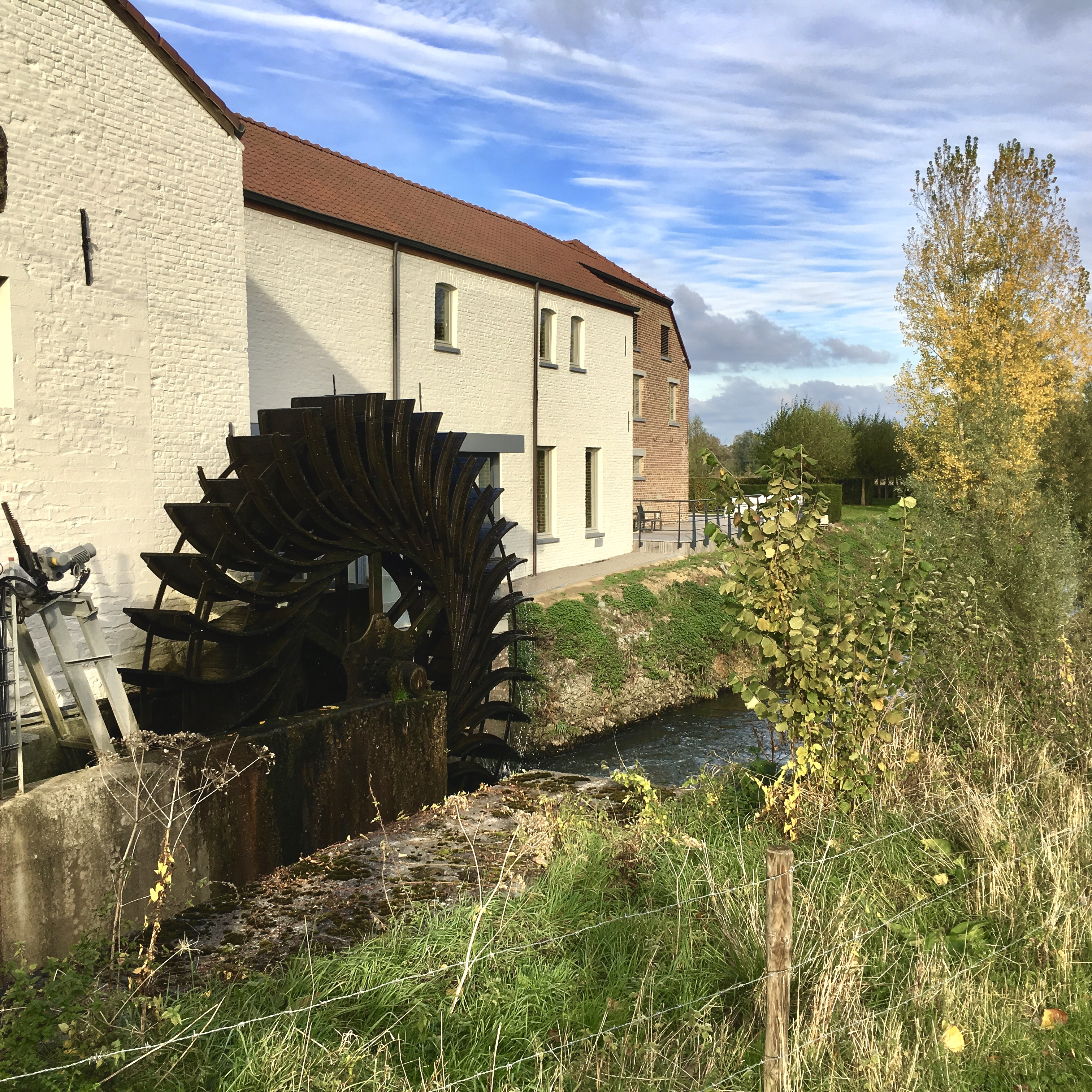
Celismolen

De Celismolen is een watermolen in de Vlaams-Brabantse plaats Hoegaarden, gelegen aan Klein Overlaar 75.
Deze onderslagmolen op de Grote Gete fungeerde als korenmolen.

## Geschiedenis
De Celismolen werd voor het eerst vermeld in 1340 als de Nieuwe Molen, want stroomopwaarts was er al een molen, die ook wel Grote Molen werd genoemd, waarop de Celismolen ook als Kleine Molen te boek staat. De molen was bezit van diverse adellijke geslachten om in 1476 te worden verkocht aan het Begardenklooster. De Begarden vernieuwde de molen en dit leidde tot een vernieuwde molen in 1758. In 1798 werd de molen door het Frandse bewind openbaar verkocht aan een particulier. Vanaf 1909 werd de molen gemoderniseerd, er kwam een turbine en een verbrandingsmotor terwijl ook het interne transport van graan en meel werd gemechaniseerd. De molen bleef tot 1986 in bedrijf. In 1994 werd de molen beschermd als monument.
De molen en zijn inrichting werden gemoderniseerd en er kwam een metalen Zuppingerwaterrad waarmee groene stroom werd opgewekt. Tevens kan er koren worden gemalen. De molen werd verkocht aan een particulier die er een Bed & Breakfast inrichtte.